# マリーヴァーン郡
マリーヴァーン郡（ペルシア語: شهرستان مریوان, クルド語:  شارستانی مەریوان）とは、イランのコルデスターン州の郡である。郡中心市はマリーヴァーン。郡は中心地区とKhav and Mirabad地区、Sarshiv地区の3つに区画され、マリーヴァーンとチェナーレ、Bardeh Rasheh、Kani Dinarの3つの市（シャフル）が属している。北でサッゲズ郡、東と南東でサナンダジュ郡、南はケルマーンシャー州のパーヴェ郡、西と北西はイラクと境界を接している。
2016年当時の人口は195,263人。